# Chiba Yasunobu
Yasunobu Chiba (sinh ngày 11 tháng 4 năm 1971) là một cầu thủ bóng đá người Nhật Bản.

## Sự nghiệp câu lạc bộ
Yasunobu Chiba đã từng chơi cho Toshiba và Vegalta Sendai.